# Bianca Schanssema
Bianca Schanssema (* 6. Januar 2005 in Westland, Niederlande) ist eine niederländische Handballspielerin, die für den dänischen Erstligisten København Håndbold aufläuft.

## Karriere

### Im Verein
Schanssema begann das Handballspielen im Alter von vier Jahren beim SV VELO Wateringen und wechselte im Alter von 14 Jahren zum HV Quintus. Nachdem die Torhüterin mit der Damenmannschaft von Quintus in der höchsten niederländischen Spielklasse gespielt hatte, schloss sie sich im Jahr 2023 dem dänischen Erstligisten København Håndbold an.

### In Auswahlmannschaften
Schanssema nahm mit der niederländischen Jugendnationalmannschaft an der EHF U-17-Championship 2021 teil, einem Wettbewerb für Nationalmannschaften, die sich nicht für die U-17-Europameisterschaft qualifizieren konnten. Die Niederlande gewann den Wettbewerb. Im darauffolgenden Jahr belegte sie mit der Jugendnationalmannschaft den vierten Platz bei der U-18-Weltmeisterschaft. Schanssema gewann mit der niederländischen Juniorinnennationalmannschaft bei der U-20-Weltmeisterschaft 2022 sowie bei der U-20-Weltmeisterschaft 2024 jeweils die Bronzemedaille und nahm weiterhin an der U-19-Europameisterschaft 2023 teil. Sie gab am 29. Oktober 2022 ihr Länderspieldebüt für die niederländische A-Nationalmannschaft gegen die brasilianische Auswahl.